# Courtown
Courtown, conosciuta anche come Courtown Harbour (in irlandese: Cuan Bhaile na Cúirte), è una cittadina nella contea di Wexford, in Irlanda.